# Dmitrovskaja (stanice metra v Moskvě)
Dmitrovskaja (rusky Дмитровская) je stanice moskevského metra.

## Charakter stanice

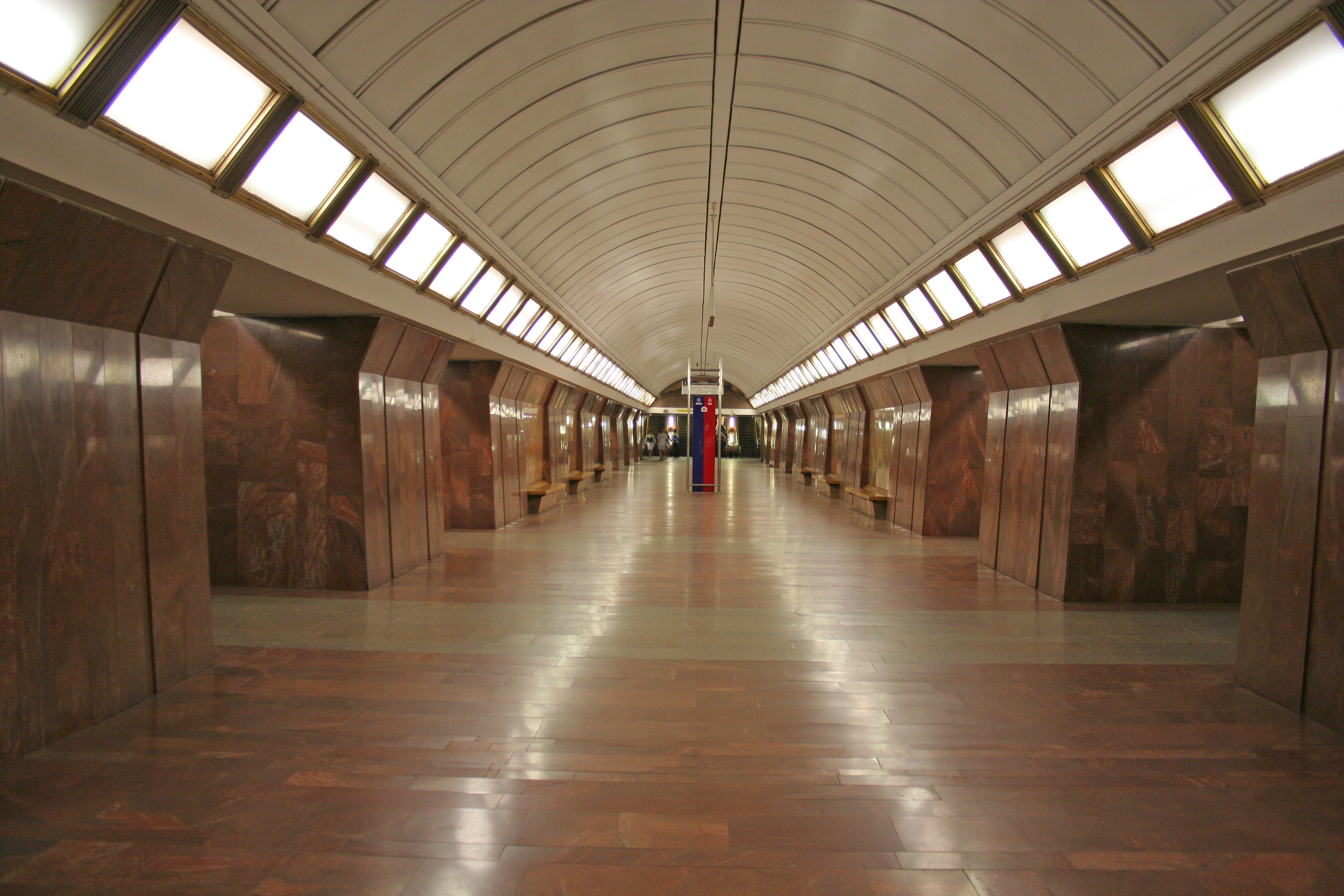
Stanice Dmitrovskaja

Dmitrovskaja se nachází na Serpuchovsko-Timirjazevské lince, v její střední části severně od centra města. Byla vyprojektována a postavena jako trojlodní podzemní ražená stanice založena 59 m hluboko pod zemí. Její střední loď je zkrácená, lodě samotné jsou vzájemně spojeny pomocí prostupů. Část z nich však je uzavřená, vzhledem ke složitým geologickým podmínkám při stavbě (kritici však namítají, že hlavním důvodem byl nedostatek finančních prostředků). Obkladem stanice je tmavě červený mramor (stěny) a speciální obkládací desky (strop). Na ukončené straně střední lodi je umístěna plastika věnovaná obráncům města v dobách druhé světové války. Ze stanice vede jeden výstup, zakončený do podpovrchového vestibulu. Stanice byla otevřena veřejnosti 7. března roku 1991 jako součást úseku Dmitrovskaja – Otradnoje.